# Tell Asharneh
Tell Asharneh és una excavació arqueològica de Síria a la vall de l'Orontes a 35 km al nord-oest d'Hama o Hamah, a la vall del riu Ghab.
Es compon de l'acròpoli a la part més alta, i turons secundaris, i una part baixa amb una ciutat bastant gran entorn de la qual foren construïts uns terraplens de terra alts. Ha estat excavada per un equip canadenc de la Universitat Laval i la Universitat de la Colúmbia Britànica sota la direcció de Michel Fortin i Elisabeth Cooper, des del 1998 al 2004, i en aquest darrer any es va començar una nova excavació especialment dirigida a identificar les restes ceràmiques i de poteria a la Vall del Ghab, on 40 jaciments arqueològics han estat localitzats.
S'han trobat restes paleolítiques que proven que la zona fou habitada des del 300 000 aC. Segons les proves arqueològiques el que fou la ciutat fou ocupada des de la meitat del tercer mil·lenni i fins al segle viii aC i després només es troben algunes restes hel·lenístiques i de l'època de les croades. Al segle viii aC, quan fou abandonada, era una ciutat fortificada amb un mur exterior i terraplens inclinats. Les restes de les fortificacions dels croats han estat també estudiades.